# Pampák
A pampák vagy pampa (spanyol: La Pampa vagy región pampeana) dél-amerikai síkság, ami több mint 750 000 km² területű, és Argentína és Uruguay, továbbá Brazília Rio Grande do Sul állama osztozik rajta. Nagy része Argentína területén található.
Argentínában gyakran pampának neveznek minden füves síkságot is, akárhol is van. Kecsua eredetű szó; jelentése: síkság.

## Argentína
Argentínában földrajzilag a pampa az ország központi fekvésű hatalmas alföldje, amely a Río de la Plata és az Atlanti-óceán partjaitól nyugat felé Córdoba és San Luis hegyvidékéig terjed. Északon a Chaco erdős vidéke, délen a sivár patagóniai pusztaság határolja. A végtelen rónaságból csak Tandilia és Ventania hegyei emelkednek ki.
A pampát két részre osztják:
- nyugati (Pampa Occidental) vagy száraz pampa (Pampa seca)
- keleti (Pampa Oriental) vagy nedves pampa (Pampa húmeda)

A két rész között a határt az évi 600 mm csapadék vonala (izohiétája) jelenti, amely Santa Rosa város közelében húzódik észak-északnyugat–dél-délkelet irányban. E vonaltól keletre a Río de la Plata mellékéig az évi csapadékátlag fokozatosan 1000 mm-ig növekszik. Ezért ezt a vidéket nedves pampának is nevezik. A Santa Rosa vidékétől délnyugatra a csapadék egyre kevesebb, ez a vidék a száraz pampa vagy "La Estepa", egyszerűen: puszta, sztyep.
A keleti vagy nedves pampa Argentína éléstára, a hajdani füves puszta helyén mindenütt művelt földeket találunk. Egész Argentína megművelt földterületeinek mintegy 80%-a itt terül el, ez a vidék adja a mezőgazdasági termelés közel 70%-át. A pampa az ország legsűrűbben lakott területe, északkeleti peremén alakult ki az ország fővárosa és hatalmas agglomerációja: Nagy-Buenos Aires. A nyugati vagy száraz pampán a 300–600 mm közti átlagos évi csapadék nem elégséges a szántóföldi művelésre, ezen a vidéken szarvasmarhákat és juhokat legeltetnek.

## Uruguay
Uruguayban a pampa magába foglalja az egész országot.

## Fordítás
- Ez a szócikk részben vagy egészben  a   Pampas című angol Wikipédia-szócikk fordításán alapul.  Az eredeti cikk szerkesztőit annak laptörténete sorolja fel. Ez a jelzés csupán a megfogalmazás eredetét és a szerzői jogokat jelzi, nem szolgál a cikkben szereplő információk forrásmegjelöléseként.